# ناحیه باتاویا، شهرستان بونی، آرکانزاس
ناحیه باتاویا (به انگلیسی: Batavia Township) یک ناحیه در ایالات متحده آمریکا است که در شهرستان بونی، آرکانزاس واقع شده‌است.

## خصوصیات
ناحیه باتاویا  ۹۱۱ نفر جمعیت دارد.